# Keiichi Kurokawa
Keiichi Kurokawa (Japans: 黒川圭一, Kurokawa Keiichi) (Saitama, 1980) is een Japans componist, muziekpedagoog, dirigent, muziekuitgever, klarinettist en trompettist.

## Levensloop
Kurokawa speelde al gedurende zijn schooltijd trompet en later in het harmonieorkest van zijn universiteit altklarinet en basklarinet. Hij studeerde Oost Aziatische culturen aan de Saitama Universiteit in Saitama en behaalde zijn diploma's. Al tijdens zijn verblijf op de middelbare school arrangeerde hij werken voor harmonieorkest en ensembles. 
Hij doceert computermuziek (notatie software) aan de Yamaha Music Square Dogenzaka in Tokio.
Kurokawa is nu dirigent van harmonieorkesten, freelance componist en muziekuitgever. Hij is lid van de Japan Band Directors Association (JBA).

## Composities

### Werken voor harmonieorkest of brassband
- 2002 Fantasista, mars
- 2008 Concert March "Blue Orb"
- American Riverside Medley, voor harmonieorkest - ook in een versie voor brassband
- Gershwin for Wind Band!

## Publicaties
- Finale User's Bible, handleiding voor de notatiesoftware "Finale", 2010. ISBN 978-4-276-24305-7
- De huidige status en de kwesties van de blaasorkesten in China in het: "The Japanese Band Directors Association Bulletin" nr. 12, april 2004